# Российская архитектурно-строительная энциклопедия
Росси́йская архитекту́рно-строи́тельная энциклопе́дия (сокращённо РАСЭ) — отраслевая энциклопедия, посвящённая строительной отрасли и жилищно-коммунальному хозяйству Российской Федерации. 
В энциклопедии собраны сведения об истории и современном состоянии строительных наук, строительства и архитектуры в России, применяющихся технологиях, строительных материалах, управлении строительными процессами, экономике строительства, а также содержится информация о техническом регулировании, нормирований и стандартизации в области изысканий, проектирования, строительства и эксплуатации строительных объектов.

## История
Отраслевые энциклопедические издания в области строительства в СССР появились в 1960-е годы. Выпускавшаяся издательством «Советская энциклопедия» серия «Энциклопедии. Словари. Справочники» включала несколько изданий, охватывающих различные области архитектуры, градостроительства, строительства и строительной индустрии. В частности, энциклопедия  «Промышленность и строительство» была посвящена экономике промышленного и строительного производства. Энциклопедический словарь «Конструкционные материалы» содержал множество статей о материалах для использования в строительстве, включая арматурные, конструкционные и нержавеющие стали, сплавы, пластмассы, пеноматериалы, лаки, краски, стекло, керамику и другие материалы. Трёхтомник «Строительство» в течение почти 30-ти лет служил универсальным справочным пособием по всем разделам строительства и архитектуры для специалистов строительной отрасли, учёных и студентов строительных специальностей. Данное издание представляло собой энциклопедический словарь, в котором статьи располагались в алфавитном порядке их предмета — например, «Автогрейдер», «Консервация памятников архитектуры», «Пролётное строение моста», «Электропрогрев бетона». Тираж первого тома составил 25 тысяч экземпляров, и был увеличен до 42 тысяч экземпляров для последующих томов.
За период с момента издания строительных энциклопедий 1960-х годов произошли качественные изменения в структуре и технологии проектирования, строительства, в строительной науке и технике. Эти изменения потребовали обновления энциклопедической информации. В 1992 году Всесоюзный научно-исследовательский институт проблем научно-технического прогресса и информации в строительстве (ВНИИНТПИ) внес на рассмотрение Министерства архитектуры, строительства и жилищно-коммунального хозяйства Российской Федерации предложение о разработке и издании новой архитектурно-строительной энциклопедии. Инициатива ВНИИНТПИ была поддержана и работы по подготовке нового издания были начаты в апреле 1992 года. Учитывая отсутствие денежных средств в государственном бюджете, было принято решение издавать и распространять Российскую архитектурно-строительную энциклопедию на коммерческой основе с привлечением средств организаций и предприятий строительного комплекса. Общие расходы на разработку и издание «РАСЭ» были оценены в сумме около 4,3 млн. руб. Вкладчик капитала получал сертификат участника издания энциклопедии, дающий право получения тиража в объеме взноса, гарантии возврата вложенных средств и право на участие в разделе прибыли пропорционально сумме взноса.
Первые два тома «РАСЭ» были изданы в 1995 году.

## Состав и содержание
По своему составу Российская архитектурно-строительная энциклопедия является многотомным изданием. В отличие от универсальных энциклопедий, где используется алфавитно-словарная организация информации, материалы в «РАСЭ» размещены по логически-тематическому принципу. Каждый том «РАСЭ» посвящён определенной предметной области (или группе смежных областей) и является сборником статей, написанных специалистами строительной отрасли и освещающих какой-либо аспект данной предметной области.
Каждый том энциклопедии содержит словарь, в котором представлены определения терминов, касающиеся предметной области данного тома, а также раздел «Персоналии» с краткими биографиями специалистов — ученых, изыскателей, проектировщиков, строителей — внесших существенный вклад в развитие российской строительной отрасли.

## Выпуски
| Том | Заглавие | Год издания | ISBN               | Кол-во страниц |
| --- | --- | ----------- | ------------------ | -------------- |
| 1   | Стройиндустрия, строительные материалы, технология и организация производства работ. Строительные машины и оборудование                          | 1995        |                    | 495            |
| 2   | Энергетические, гидротехнические объекты, объекты транспорта, связи. Строительные конструкции и системы                                          | 1995        | ISBN 5-900683-08-7 | 558            |
| 3   | Теоретическое, нормативное и инженерное обеспечение строительства. Экология. Экономика строительства и инвестиционный процесс                    | 1996        | ISBN 5-900683-12-5 | 574            |
| 4   | Архитектура, градостроительство, здания и сооружения; Специальное строительство                                                                  | 1996        | ISBN 5-900683-13-3 | 336            |
| 5   | Наука, материалы и технологии в строительстве России XXI века                                                                                    | 1998        |                    | 531            |
| 6   | Перспективные направления развития жилищно-коммунального хозяйства России                                                                        | 2000        | ISBN 5-93803-003-X | 360            |
| 7   | Ведущие научные школы, передовые технологии и научные кадры высшей квалификации в архитектуре, строительстве и жилищно-коммунальной сфере России | 2001        | ISBN 5-93803-003-X | 464            |
| 8   | Деревянное зодчество России | 2002        | ISBN 5-93803-003-X | 325            |
| 9   | Каменное зодчество России | 2004        |                    | 290            |
| 10  | Безопасность строительства, надежность зданий и сооружений                                                                                       | 2005        |                    | 315            |
| 11  | Строительная экология | 2006        |                    | 380            |
| 12  | Строительство подземных сооружений | 2008        |                    | 384            |
| 13  | Строительство высотных зданий и сооружений | 2010        |                    | 508            |
| 14  | Саморегулирование в строительной сфере России | 2011        |                    | 400            |
| 15  | Недвижимость в строительной и жилищно-коммунальной сферах России                                                                                 | 2013        |                    | 352            |
| 16  | Сооружение спортивных объектов в России, в том числе для Олимпиады в Сочи                                                                        | 2017        |                    |                |

## Редакционная коллегия
- E.В. Басин, главный редактор
- Г. И. Воронцов, руководитель координационного совета
- Г. Г. Лысакова, ответственный секретарь координационного совета

Члены редакционной коллегии
- В. А. Аверченко, Я. М. Айзенберг, А. А. Бабенко, Л. С. Баринова, С. Н. Булгаков, М. Ю. Викторов, А. Ю. Виноградов, О. Ф. Волошин, Г. Е. Голубев, П. Г Грабовый, А. К. Дарков, Г. А. Денисов, О. О. Егорычев, В. Х. Жилов, , Е. Н. Заболоцкая, В. Н. Забелин, А. И. Звездов, В. А. Ильичёв, А. А. Кальгин, В. Я. Карелин, О. В. Китайкина, И. В. Колыбин, Г. А. Кондратьев, В. Г. Корнеева, Ю. Н. Корсун, Кошман Н. П., С. И. Круглик, Ю. А. Кувшинов, А. П. Кудрявцев, А. В. Кузьмин, А.Н. Ларионов, В. Ю. Леушин, О. И. Лобов, Г. Г. Лысакова, М. С. Михайловская, С. В. Николаев, В. П. Петрухин, Н. А. Полищук, Л. Г. Поршнева, Н. И. Сенин, Р. Л. Серых, О. К. Смирнов, А. И. Солунский, В. И. Теличенко, В. И. Травуш, Б. А. Фурманов,  Г. П. Хованская, Л. Н. Чернышов.

## Награды
Совместно с Российской академией архитектуры и строительных наук, редакционной коллегией Российской архитектурно-строительной энциклопедии учреждены диплом и медаль «За большой вклад в развитие архитектуры, строительной науки, строительства и жилищно-коммунального хозяйства Российской Федерации», которыми награждаются лица, чьи заслуги в строительной отрасли особо отмечены в энциклопедии.